# Paraconger similis
Paraconger similis és una espècie de peix pertanyent a la família dels còngrids.

## Descripció
- Pot arribar a fer 30 cm de llargària màxima.[6][7]

## Hàbitat
És un peix marí, demersal i de clima subtropical que viu entre 108 i 150 m de fondària.

## Distribució geogràfica
Es troba al Pacífic oriental central: Mèxic (incloent-hi les illes Revillagigedo) i les illes Galápagos.

## Observacions
És inofensiu per als humans.